# Sidowarek (Ngoro)
Sidowarek is een bestuurslaag in het regentschap Jombang van de provincie Oost-Java, Indonesië. Sidowarek telt 6499 inwoners (volkstelling 2010).